# Пам’ятний знак на честь видобутку 150 млн. тон руди

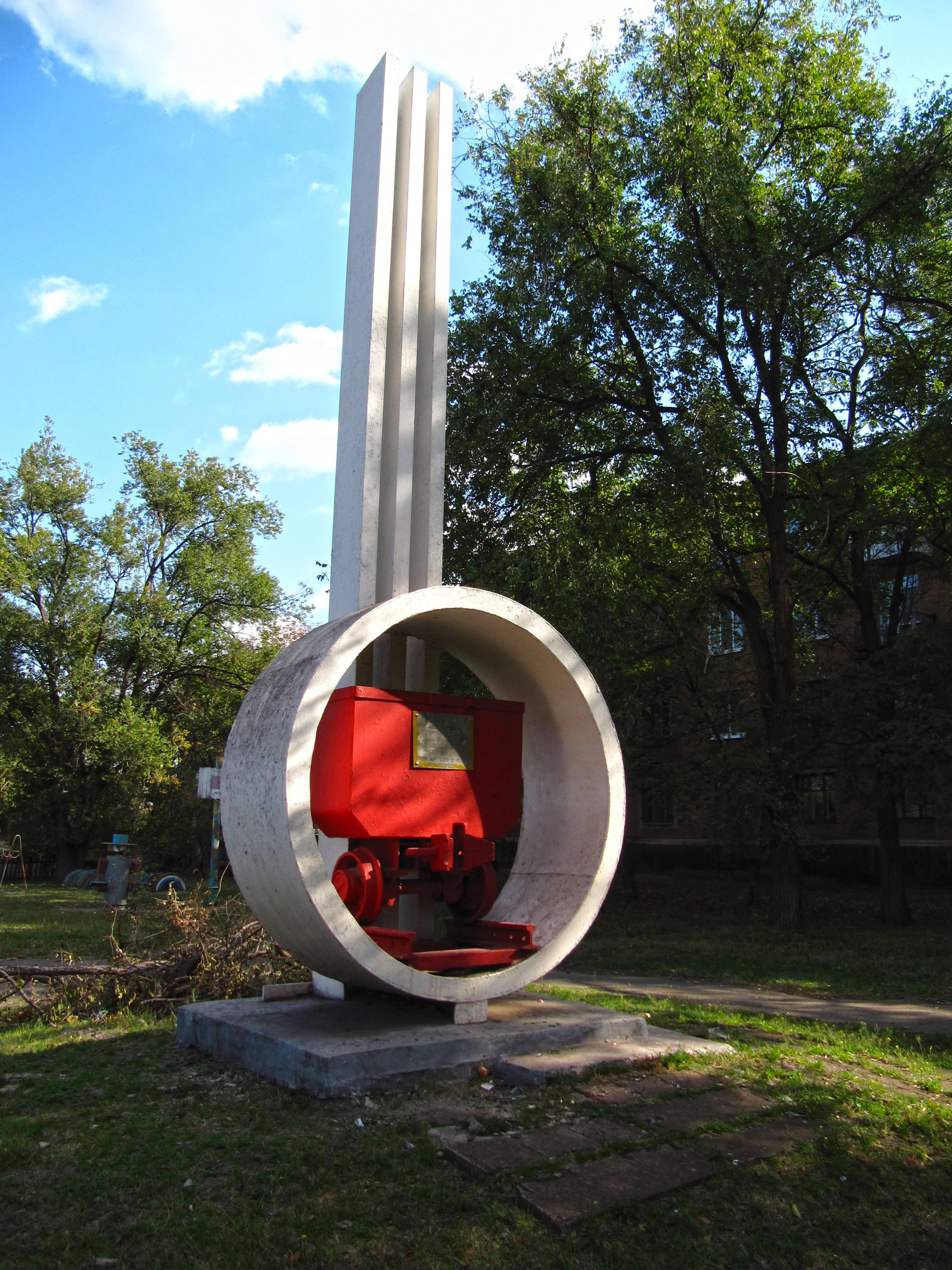
Пам’ятний знак на честь видобутку 150 млн. тон руди

Пам’ятний знак на честь видобутку 150 млн. тон руди знаходиться по вул. Січеславська, 12, у Покровському районі м. Кривий Ріг.

## Передісторія
У 1979 році на руднику ім. Комінтерну було видобуто 150-мільйонну тонну руди з початку існування згаданого підприємства, що веде свою історію з 1886 р., коли Південно-Руське Дніпровське товариство взяло в оренду 1000 десятин землі у поміщиці М. Ростковської для організації видобувної діяльності. На честь цієї події споруджено пам’ятний знак, якій було відкрито 22 червня 1979 р. Автор – художник Іван Павлович Марченко.
Рішенням Дніпропетровського облвиконкому від 03.02.1981 р. № 49 пам’ятка була взята на державний облік з охоронним номером 2134.

## Пам’ятка

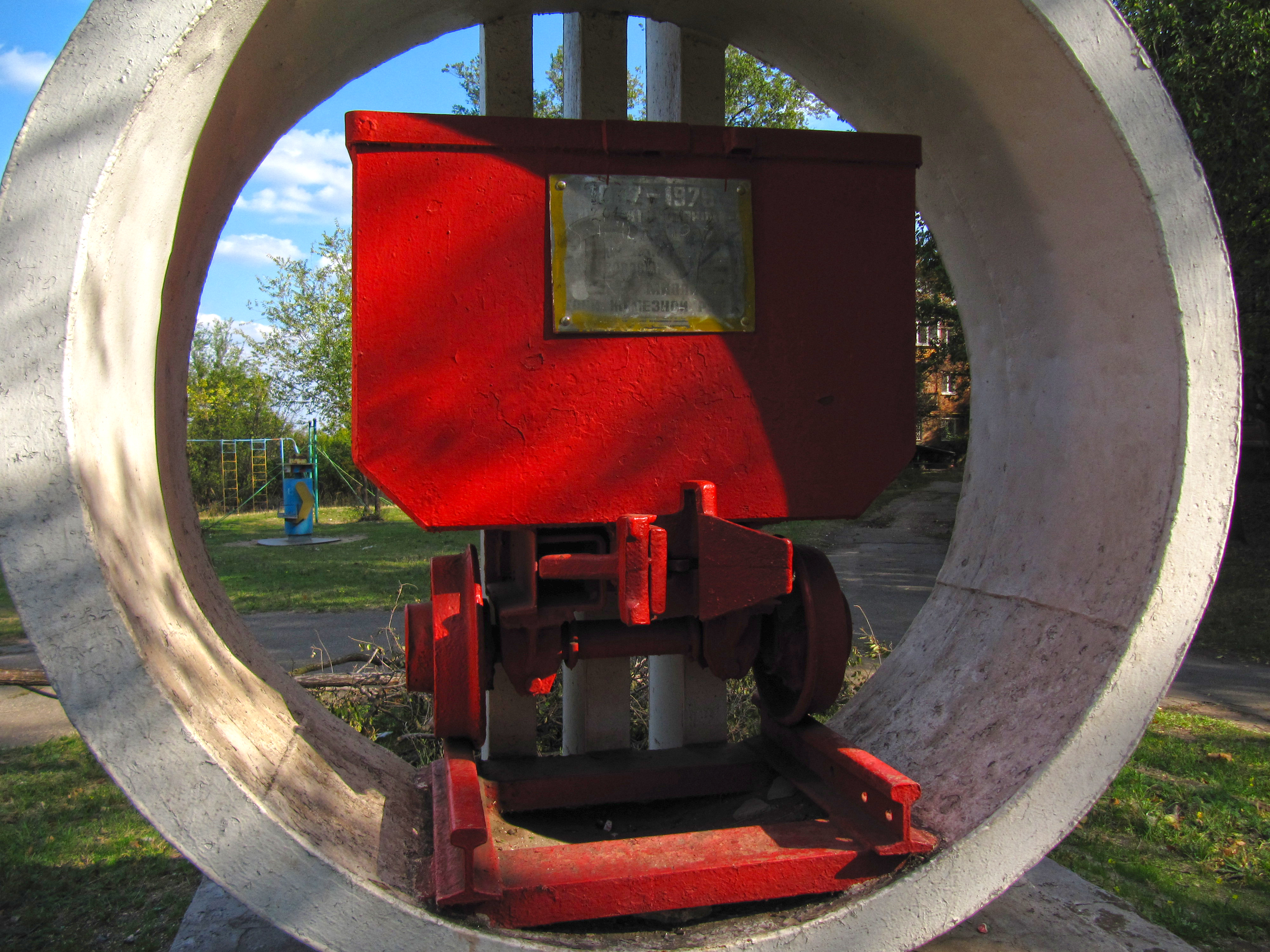

Центральний блок пам’ятного знаку являє собою третину передньої частини вагонетки з колісною кареткою у бетонному кільці, яке поставлено вертикально. Ширина коробу вагонетки 1,17 м, висота 0,8 м, загальна висота вагонетки і платформи колії 1,53 м. Всі елементи центральної частини виготовлені з заліза. На борту вагонетки розміщено металеву табличку з викарбуваним написом російською мовою у сім рядків:  

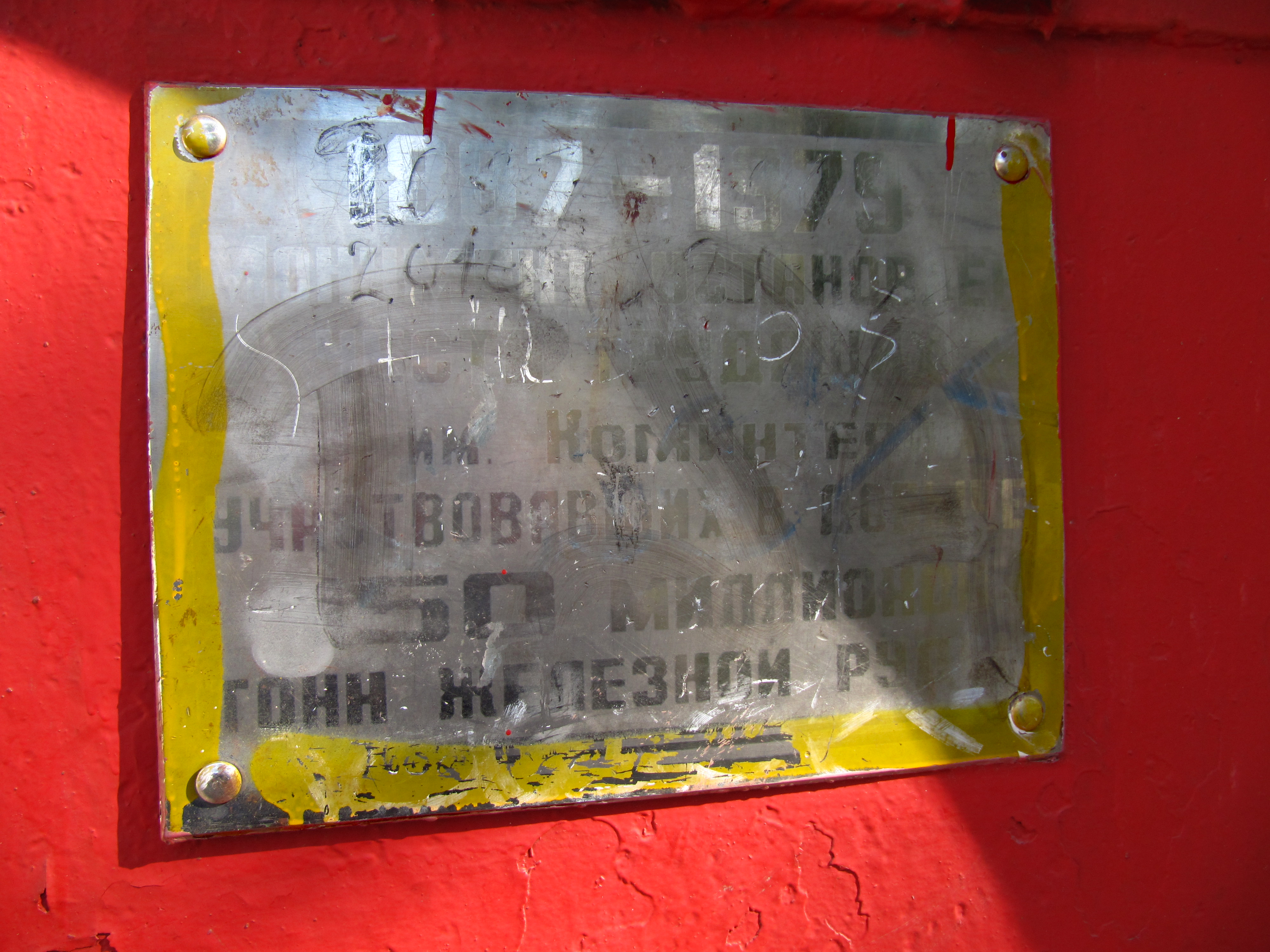

«1887-1979 гг. Монумент установлен в честь трудящихся РУ им. Коминтерна, участвовавших в добыче 150 миллионов тонн железной руды».  
Бетонне кільце (труба): діаметр 2,25 м, ширина 0,83 м, товщина стінок 0,15 м. До тильної частини циліндра пристосовано три прямокутні розміром 0,6х0,12 м бетонні пілони висотою 6,0 м, косо зрізаних зовні. Конструкція встановлена на бетонному ступінчастому стилобаті розмірами по низу 2,05х1,75 м. 